# Ectinosoma carnivora
Ectinosoma carnivora is een eenoogkreeftjessoort uit de familie van de Ectinosomatidae. De wetenschappelijke naam van de soort is voor het eerst geldig gepubliceerd in 2000 door Seifried & Dürbaum.